# Лихтервелде
Лихтервелде (на нидерландски: Lichtervelde) е селище в Северозападна Белгия, окръг Руселаре на провинция Западна Фландрия. Населението му е около 8400 души (2006).